# Шаглытениз
Шаглытениз, также Шагалалытениз — озеро в Аккайынском и Тайыншинском районах Северо-Казахстанской области Казахстана. Расположено в Ишимской степи.
Площадь озера 267,4 км². Размеры водного зеркала — 42,9 на 12,5 километров (по другим данным — 26 на 21 километр). Глубина озера достигает 3,1 метра (по другим данным — 4 — 5 метров). Лежит на высоте 135 метров над уровнем моря. Длина береговой линии — 95,8 км. Объём озера — 0,6 км³.
Озеро окружено болотистой местностью (глубина болот — от 0,5 до 0,8 метра), поросшей камышом и осоками. Основной приток — река Шагалалы, впадает с юга.
На северо-восточном берегу озера — деревни Барыколь и Курья, на юго-западном — Инталы, на северо-западном — Елизаветинка и Кучковка.
На озере много водоплавающей птицы, водится рыба.